# 三本木原

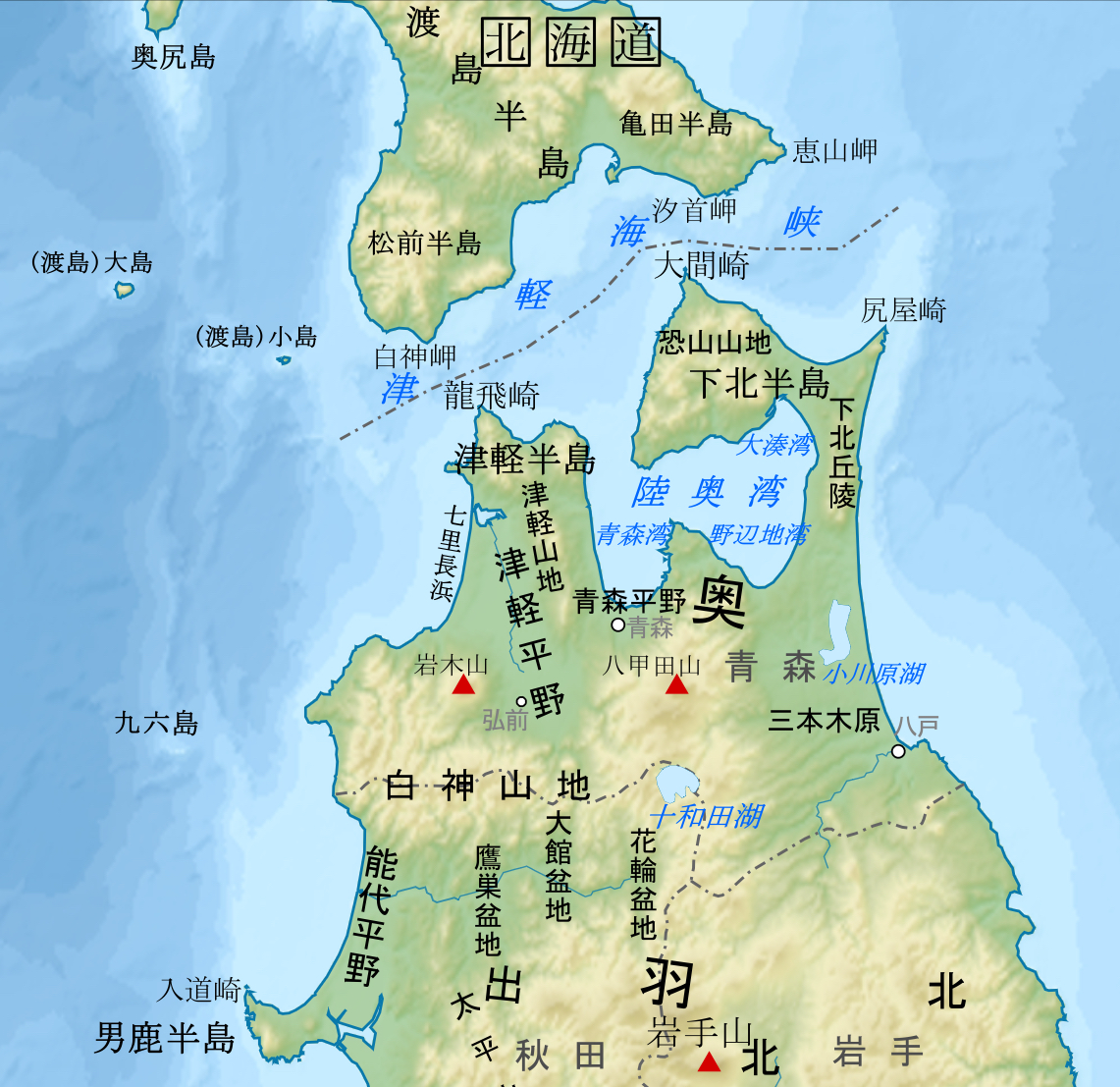
三本木原の位置

三本木原（さんぼんぎはら）は、青森県十和田市を中心に広がる平坦な洪積台地。南北10km、東西32km。三本木平とも。

## 概要
奥入瀬川が流した土砂や八甲田山から噴出された火山灰が堆積して形成されたものである。奥入瀬川は三本木原の南縁をさらに削って東へ流れており、新渡戸傳は、三本木原へ上水するために、人工河川の稲生川を開いた。火山灰地のため水が得にくく、やませの影響を受けるため、かつては不毛の原野であった。1855年から、新渡戸伝が中心となって開拓が行われた。農業地帯であり、酪農などが行われている。1937年から1966年まで三本木原国営開墾事業が行われた。（2006年時点で耕地面積5900ha、稲生川総延長約70㎞）